# Tidnum
Tidnum o Tidanum era una tribu de nòmades semites que va fer expedicions per assentar-se a Mesopotàmia cap a l'any 2100 aC al 2000 aC junt amb els Amurru.
Les referències parlen dels Amurru o Martu i dels Tidnum. Segurament els Amurru eren nòmades establerts a territoris relativament propers a Mesopotàmia des de temps enrere (cap al 3000 aC) però van rebre més tard una important aportació de nouvinguts, nòmades semites com ells, entre els que potser hi va haver els Tidnum.